# Лукницький Руслан Богданович
Русла́н Богда́нович Лукни́цький (1999—2022) — старший лейтенант Збройних сил України, учасник російсько-української війни. Герой України (2025, посмертно).

## Життєпис
Народився в селі Середкевичі на Львівщині. Закінчив місцеву школу. 
У 2020 році закінчив Національну академію сухопутних військ. Під час навчання був прапороносцем у Роті почесної варти. 
Після навчання підписав контракт з 24-ю окремою механізованою бригадою. Брав участь у війні на сході України. 
Пізніше заочно вступив до Міжнародного економіко-гуманітарного університету. 
Загинув 24 квітня 2022 року. Два з половиною роки вважався зниклим безвісти.

## Нагороди
- Звання Герой України з удостоєнням ордена «Золота Зірка» (21 лютого 2025, посмертно) — за особисту мужність і героїзм, виявлені у захисті державного суверенітету та територіальної цілісності України, самовіддане служіння Українському народові[1].